# Clifton James
Clifton James, celým jménem George Clifton James (29. května 1920 Spokane, Washington – 15. dubna 2017 Gladstone, Oregon) byl americký herec známý zejména z filmů o Jamesi Bondovi Žít a nechat zemřít a Muž se zlatou zbraní, ve kterých hrál komickou postavu šerifa J.W. Peppera.
Hrál ale také ve filmech Superman 2, Poslední eskorta nebo Neúplatní.